# Manuel López Cepero

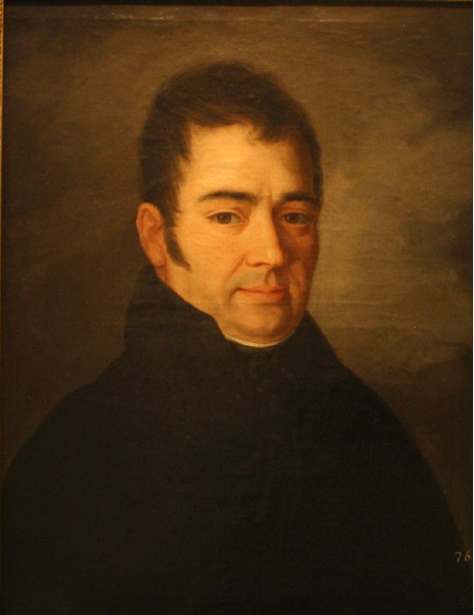
José Gutiérrez de la Vega: Manuel López Cepero, 1817. Museo de Pontevedra. Retrato hecho durante su prisión en la Cartuja de Santa María de las Cuevas de Sevilla.

Manuel López Cepero y Ardila (Jerez de la Frontera, 1778-Sevilla, 1858) fue un presbítero y político español de ideología liberal, deán de la catedral de Sevilla, diputado en las Cortes de Cádiz, senador vitalicio de 1845 a 1858, académico de la Real Academia Española y de la Real Academia Sevillana de Buenas Letras, impulsor del Museo de Bellas Artes de Sevilla y coleccionista de pintura.

## Biografía
Nacido en Jerez de la Frontera, en 1793 se avecindó en Sevilla para estudiar filosofía, teología y cánones en su Universidad, por la que se doctoró en Teología en 1802 y obtuvo la licenciatura en Cánones en 1807. Amigo de intelectuales, algunos de ellos afrancesados, al producirse la invasión napoleónica no dudó en abrazar la causa patriótica, que defendió con la pluma e incorporándose como vicario castrense a las tropas del general Castaños.
Una vez liberada Sevilla de los franceses, publicó el periódico A Sevilla libre del que salieron diez números entre 1812 y 1813. Las ideas liberales que en él defendía y las reformas de la Iglesia que propugnaba, en particular la reforma de las órdenes religiosas, fueron combatidas en panfletos anónimos con títulos como Gloria de Sevilla eclipsada por uno de los que más debían esclarecerla (Cádiz, 1812) o Carta de un sevillano al Tío Juan Porra, vecino de Castilleja, contestándole a las dudas que se le ofrecen sobre el contenido de los papeles, que con el título de "Preocupaciones Religiosas" manifiesta Sevilla libre (Sevilla, 1812). También en 1813 publicó sus Lecciones políticas, donde hacía con lenguaje didáctico y en forma de diálogo entre un padre y un hijo una defensa de la Constitución de 1812.
Diputado en las Cortes de Cádiz en 1813-1814 (como volvería a serlo luego, durante el Trienio Liberal), la vuelta de Fernando VII y la Restauración del absolutismo supusieron para él persecución y una condena a seis años de cárcel. Destituido por el cabildo catedralicio de su puesto en la parroquia del Sagrario, fue procesado en la causa de Estado contra varios diputados de las cortes gaditanas «por los abusos cometidos en el ejercicio de dicho cargo». En los Papeles Reservados de Fernando VII, tomo 21, López Cepero figura en una lista de masones con las siglas L.M.R.A.T.Y.C., siendo que «con la L se denotan los Liberales y Radicales; con la M, los Masones, Comuneros, Carbonarios e Yluminados; con la R, los Republicanos; con la A, los Asesinos; con la T, los Traidores; con la Y, los materialistas y demás Yrreligiosos; y con la C, Ciudadanos». Cumplió pena de prisión en la Cartuja de Santa María de las Cuevas de Sevilla en 1816, de la que fue trasladado en 1819 a la de Cazalla de la Sierra, al parecer como agravamiento del castigo por haberse considerado ofensivos a la Corona los dibujos que acompañaban a las notas que tomaba para sus Cartas apiarias, dedicadas a su buen amigo Nicasio Gallego (1816), en las que recogía el resultado de su dedicación al estudio de las abejas durante su forzoso encierro, salpicando sus observaciones con comentarios políticos en los que rechazaba las tesis de Jean-Jacques Rousseau y «su social o antisocial contrato».

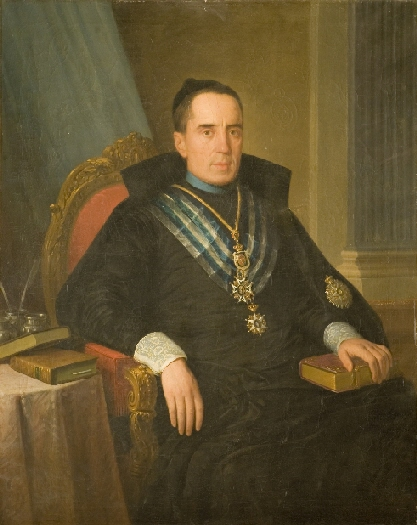
Antonio María Esquivel, Retrato del deán Manuel López Cepero, 1856. Sevilla, Museo de Bellas Artes de Sevilla.

Liberado de su encierro con el triunfo del pronunciamiento de Rafael del Riego en 1820 y elegido diputado, publicó una nueva defensa de la división de poderes y el constitucionalismo liberal gaditano compendiada en la forma de Catecismo religioso, moral y político (Madrid, 1821), para «inspirar en el ánimo de los niños los sentimientos del hombre religioso y civil; esto es, del ciudadano católico».
Tras la invasión de los Cien Mil Hijos de San Luis se retiró a la hacienda que tenía arrendada como colono a los cartujos en Trasierra, donde residió hasta 1834, cuando volvió a Sevilla para hacerse cargo de la educación de sus sobrinos, tras el fallecimiento de su hermano. Fruto de su dedicación a las tareas agrícolas en estos años fue su Curación de la mangla o tiñuela en el olivo y todos los árboles (1835).
En 1835 fue nombrado canónigo de la catedral de Sevilla, en la que desempeñó el cargo de mayordomo de fábrica y, como tal, se encargó de la decoración interior del templo, ampliando el número de sus pinturas con las procedentes de los conventos desamortizados, y formuló un proyecto para crear un panteón de sevillanos ilustres en el trascoro y engalanar el coro con pinturas de artistas coetáneos, proyectos no realizados. Por su compromiso político protestó en 1836 contra el proyecto de ley electoral que reservaba a los laicos la potestad de ser elegidos diputados, por considerar un derecho la función representativa, aunque él renunciaba a concurrir a un nuevo proceso electoral.
Presidió la Junta sevillana alzada contra la Regencia de Espartero, a cuya creación dedicó un sermón en la catedral el 27 de junio de 1843 (Discurso improvisado en la Santa Iglesia Catedral de Sevilla..., en acción de gracias por el alzamiento de la provincia e instalación de la Junta de Gobierno, Sevilla, 1843) seguido, tras el bombardeo de la ciudad y la retirada de Espartero de otro Sermón improvisado... en acción de gracias por el alzamiento del sitio y victoria de Sevilla sobre el ejército de Espartero (Sevilla, Est. Tipográficos, 1843).
Deán de la catedral de Sevilla por decreto de 12 de abril de 1844, un año después fue designado senador vitalicio. Distanciándose de la acción política en primera línea, desengañado de ella, en 1843 obtuvo una cátedra de Teología en la Universidad de Sevilla y en 1847 fue elegido decano de su facultad. 
Hay indicios de su interés por formar una colección de pintura ya en 1803, en su correspondencia con Ceán Bermúdez, a quien  pedía consejo. Más tarde, en 1813, dejó hecho un inventario «de los cuadros de mi propiedad que quedaron en mi casa, patio de los Naranjos, cuando inesperadamente me mandaron salir para las Cortes», y en él figuraban con el número 169 el «Cuadro de la casulla, de Velázquez» (La imposición de la casulla a san Ildefonso, posteriormente ubicado en el palacio arzobispal y ya en el siglo XX donado por el arzobispado al ayuntamiento de Sevilla) y con el número 172 «La Concepción, de Velázquez», que pudiera ser la Inmaculada Concepción adquirida en 2009 por la Fundación Focus-Abengoa de Sevilla tras su reaparición en el mercado del arte parisino en 1990.
A su muerte sus herederos sacaron a subasta su colección, integrada por 878 piezas, entre pinturas, grabados y dibujos, y once esculturas, según el catálogo de la venta celebrada en Sevilla en 1860, a la que siguió una segunda celebrada en París en 1868 en la que se pusieron en venta cincuenta y dos lotes. Entre otras pinturas estaba en posesión de dos obras de Alonso Cano procedentes del convento de San Alberto (Aparición de Cristo crucificado a santa Teresa de Jesús y Aparición de Cristo salvador a santa Teresa) ahora propiedad del Museo del Prado, y de cinco obras de Goya, cuatro de ellas descritas como caprichos, quizá copias, y la quinta el retrato de Francisca Vicenta Chollet, ahora en Pasadena, Norton Simon Foundation.
| Predecesor: Martín Fernández de Navarrete y Jiménez de Tejada | Académico de la Real Academia Española Silla D 1847-1858 | Sucesor: Pedro Felipe Monlau y Roca |